# Šotovento
Šotovento je najzapadnije područje otoka Krka, administrativno pripada Gradu Krku.

## Zemljopis
Šotovento obuhvaća 46,04 km2 najzapadnijeg dijela područja Grada Krka, ujedno i cijelog otoka Krka. Na toj je području prema popisu stanovništva iz 2011. godine živjelo 1206 stanovika u, formalno, 10 naselja: 
| NASELJE   | BROJ STANOVNIKA PREMA POPISU 2011.G. | PODRUČJE NASELJA U km2 |
| --------- | ------------------------------------ | ---------------------- |
| Bajčići   | 131                                  | 4,14                   |
| Brusići   | 40                                   | 2,79                   |
| Brzac     | 178                                  | 5,29                   |
| Linardići | 139                                  | 9,93                   |
| Milohnići | 87                                   | 4,70                   |
| Nenadići  | 157                                  | 0,50                   |
| Pinezići  | 196                                  | 8,66                   |
| Poljica   | 74                                   | 4,79                   |
| Skrbčići  | 146                                  | 3,39                   |
| Žgaljići  | 58                                   | 1,85                   |
| UKUPNO    | 1206                                 | 46,04                  |

Međutim, pored spomenutih službenih naselja na Šotoventu postoji još nekoliko naselja i lokaliteta, to su zaseoci Brozići, Kapovci i Glavotok, te trajektna luka Valbiska. 
- Glavotok je krajnje zapadna točka otoka. Nekad je to bio posjed i ljetnikovac krčke feudalne obitelji Frankapani koji su ga u 15. st. poklonili franjevcima. Početkom 16. st. franjevci su izgradili samostan. Osim samostanu tu je i nekoliko kuća te mali porat. Na području Glavotoka je i rezervat šumske vegetacije hrasta crnike.

- Valbiska je pristanište za trajekte koji plove na liniji Valbiska – Merag, odnosno otok Krk – otok Cres, a od 2009. g. Nakon ukidanja trajektne linije Baška – Lopar, i za trajekte na liniji Valbiska – Lopar tj. otok Krk – otok Rab. Tu postoji i ugostiteljski objekt, benzinska postaja, a u budućnosti je moguća i daljnja gradnja pa i stvaranje naselja.

Linija koja dijeli Šotovento od ostalih dijelova otoka krka polazi iz uvale Čavlena na sjeverozapadu te prolazi otprilike vrhovima Klobučac i Vrhure, a koji predstavljaju graničnu liniju prema Dubašnici na sjeveru. Od Vrhura se linija okomito spušta na jug do Valbiske čime je Šotovento na istoku odvojen od naselja Vrh i područja koje se naziva Picik. Na zapadu i jugu su Srednja vrata, morski kanal između Krka i Cresa.

## Porijeklo naziva
Naziv Šotovento dolazi od talijanskih riječi „sotto“ – ispod i „vento“ – vjetar, tj. ispod vjetra odnosno zavjetrina. Naime, Šotovento je područje položeno ispod nekoliko nevelikih vrhova ( Vrhure 238 m, Kukurik 176 m, Škrlat 144 m ), ali koji ipak stvaraju prirodnu zaštitu od bure. Zaštićenost od bure i okrenutost prema južnoj i zapadnoj, sunčanoj strani, pogodovali su bujnom razvoju vegetacije u Šotoventu.

## Povijest
Područje Šotoventa oduvijek je pripadalo gradu Krku. Iako je u srednjem vijeku bilo slabo naseljeno postojalo je nekoliko naselja, a o naseljenosti još u antičko doba svjedoče rimske ostaci oko crkve Svete Fuske na moru te nazivi nekih lokaliteta kao što je npr. Kambun, a koji naziv potječe iz starog krčkog romanskog narječja Veclisun ili Veljoto. Naziv predjela Noliot smatra se mlađeg postanka i smatra se da potječe od drugog romanskog krčkog narječja kojim su govorili Murlaci, krčkorumunjskog jezika. Kada su na otok u 7. st. došli Hrvati naselili su prvo istočni dio otoka. S vremenom se šire i prema zapadu, međutim osim mjesta Poljica, koje pripadaju starohrvatskom nazivlju, ostala su mjesta na Šotoventu bila vrlo mala, zapravo zaseoci. Zbog kasnije dolaska Hrvata u ovaj kraj, većina naziva lokaliteta romanskog je, a ne slavenskog tj. hrvatskog porijekla.
Kada je u 15. st. Ivan VII Frankapan prilikom podjele brojnih posjeda te tada moćne hrvatske feudalne obitelji, dobio u posjed samo otok Krk, odlučio je nastaniti na slabo naseljena područja otoka Murlake, tj. Vlahe s Velebita kako bi povećao prihode od poreza. Naselio ih je na područje Dubašnice i Šotoventa, a u manjoj mjeri i na sjeveru općine Dobrinj. Većina današnjih stanovika Šotoventa upravo su murlačkog podrijetla. Njihov krčkorumunjski jezik ili Murlačka Besida s vremenom je izumrla potiskivana hrvatskim tj. čakavicom, ali i talijanskim. Posljednji govornik tog jezika bio je Mate Bajčić koji je umro 1875. g. 
Pred kraj 19. st. područje Dubašnice je izdvojeno iz omišaljske i krčke općine te je postalo zasebna općina. Šotovento je i dalje ostalo pod gradom Krkom. Kada je 1992. g. otok ponovno podijeljen na sedam općina jedino problematično područje ostalo je Šotovento. Međutim, s obzirom na to da ono nikada nije bilo zasebna općina, da nema istaknuto, najveće naselje koje bi bilo središtem općine, da je, tada, niti tisuću stanovnika bilo premalo za formiranje zasebne općine te s obzirom na to da Šotovento ulazi u najslabije gospodarske dijelove otoka, ono je i dalje ostalo u okviru Grada Krka.

## Znamenitosti
Jedine znamenite građevine na području Šotoventa čine brojni vjerski objekti:
- Samostan franjevaca trećeredaca glagoljaša s crkvom sv. Marije iz 1507. godine. Na Glavotoku.

- Sv. Krševan – crkvica nulte kategorije nedaleko mjesta Milohnići iz 9. st.
- Župna crkva u Poljicama

- Crkva sv. Fuske na moru – Prvi put se spominje 1388. godine. Prilikom obnove ispod i oko crkve su pronađene rimske zidine, opeke, crijepovi, amfore i grobovi. S obzirom na to smatra se da je u doba Rima tu bila „villa rustica“, pomorska straža ili slično. Specifično je i to da je titular crkve ranokršćanska svetica. Crkva je izgrađena od neobrađenog kamena. Ima bačvasti svod, a u tlocrtu je četverokutna. Na ulazu je trijumfalni luk od opeke s kamenim završecima. Crkva ima i ložu te zvonik na preslicu. Danas se koristi na blagdan sv. Fuske i prilikom pogreba za sela Pinezići i Skrbčići jer je uz nju i groblje za ta dva sela.
- Crkva sv. Franje u Skrbčićima – Sagradio ju je neki Škrbe krajem 16. ili početkom 17. stoljeća. Dvaput je bila obnavljana i povećavana. Danas služi za vjernike iz Pinezića i Skrbčića.
- Župna crkva sv. Fuske u Linardićima - sagrađena je 1885. godine jer je dotadašnja župna crkva također sv. Fuske bila daleko od okolnih sela, na moru. Osim toga u to je vrijeme sagrađeno i nekoliko kapela u selima Šotoventa pa je crkva sv. Fuske na moru sve manje posjećivana. Zato se odlučilo izgraditi novu župnu crkvu u središtu nekog od mjesta kako bi bila pristupačnija. Izabrani su Linardići, iako je postojao jak otpor mještana Skrbčića jer su htjeli izgradnju župne crkve u njihovom mjestu. Umjesto izgradnje potpuno nove crkve, 1884. godine pristupilo se proširenju dotadašnje kapele sv. Antuna koja je bila izgrađena 1627. godine. Čini se da je glavni dio te kapele sačuvan kao svetište ( apsida ) nove crkve. Oltar sv. Antuna postao je pobočni oltar, a glavni oltar je oslikao Luka Valentini iz Labina 1889. godine. 1973. godine dograđena je sakristija i preuređen velik dio crkve.
- Kapela sv. Petra u Brzacu Izgradili su ju 1693. godine Juraj nenadić Matov i njegova supruga Kate Zako. Ispočetka su oni bili u sporu sa Stolnim kaptolom u Krku i s redovnicima na Glavotoku.
- Kapela sv. Leonarda u Bajčićima – izgrađena je 1769. g. od materijala istoimene kapele u Žgaljićima. Ima i ložu.
- Kapela sv. Cecilije u Brusićima – 1565. g. se za nju kaže da je prastara. Kroz povijest je bila predmetom stalnih prepirki ranih pretendenata.

Nekada su na području Šotoventa postojale i druge kapele:
- sv. Nikole u uvali Biska. Spominje se prvi put 1338. godine. Apostolski vizitator Augustin Valier ju 1579. godine spominje kao napuštenu, a pripadala je plemićkoj obitelji Cikuta. Spominje se i kasnije, ali kao napuštena.
- sv. Marine – I ona se prvi put spominje u Vatikanskom arhivu 1338. godine. Nalazila se južno od crkve sv. Fuske također uz more. Kasnije se spominje još nekoliko puta u izvorima, ali kao napuštena. Ostaci ruševina su vidljivi i danas.
- sv. Nikole u Grmima kraj Skrbčića. Spominje se 1565. godine kao napuštena, a 1609. godine kao ruševina. Pripadala je plemićkoj obitelji Cetinić ( Zuttinis ) iz Krka. Još uvijek nisu nađeni njezini ostaci, a s obzirom na ime ( „u Grmima“ ), vjerojatno se nalazila u jako obraslom kraju.
- sv. Ksista. Nalazila se između Skrbčića i Linardića. Prvi put se spominje 1277. godine, a često se spominje i kasnije; već 1338. godine kao djelomično zapuštena, a 1603. godine također dijelom zapuštena, ali da se u njoj ipak održavaju mise zbog čega je i dalje bila donekle uzdržavana. Kada je u Linardićima izgrađena kapela sv. Antuna 1627. godine, ova je kapela potpuno zapuštena. Danas postoje bočni zidovi, pročelje i apsida.
- sv. Leonarda u Žgaljićima – prvi put se spominje 1338. g., a već 1565. g. je u lošem stanju te je u 18. st. njezin materijal iskorišten za izgradnju nove kapele u Bajčićima.
- sv. Sergija nad Brusićima – biskup Petar Bembo ju spominje 1565. g., ali samo njezine temelje. Oni su i danas vidljivi te u svezi nje i danas postoje vjerske tradicije i molitve.

Osim vjerskih objekata značajni su još:
- blizu samostana na Glavotoku je i zaštićeni rezervat šumske vegetacije hrasta crnike na cca 1 hektru površine
- ponad uvale Čavlena nalazi se nekoliko hrastova za koje se smatra da su najveći na cijelom otoku. Najveći među njima star je preko 400 godina i opsega u deblu 5,4 metra.

## Stanovništvo
Prema popisu stanovništva iz 2001. godine na području Šotoventa je živjelo 1002 stanovnika.
O broju stanovnika postoje točniji podaci tek od kraja 18. stoljeća.
1798. godine u selima Pinezići je živjelo 62 stanovnika, Skrbčići 77, Linardići 90, Brzac 109 (ukupno 338).
1842. godine ukupno je bilo 422 stanovnika, 1875. godine 519,  1900. godine 619, 1912. godine 709, 1935. godine 765.
Prema popisu iz 1991. godine na području Šotoventa je živjelo 967 stanovnika. S obzirom na to da je 2001. g. popisano 1002 stanovnika, u posljednje vrijeme je došlo do porasta. Ipak, i u tom su periodu sela Brusići, Linardići, Nenadići i Poljica imali pad broja žitelja. Naročito je depopulacijom pogođeno drevno selo Poljica koje je 1808. g. imalo 453 stanovnika i bilo sjedištem župe i najvećim naseljem u Šotoventu, a danas u Poljicama živi svega 62 žitelja.

## Školstvo
Kroz stoljeća su funkciju škole vršili lokalni svećenici i redovnici u samostanu na Glavotoku. 1845. godine otvorena je osnovna škola u Milohnićima, a 1848. g. i u Poljicama. 

## Gospodarstvo
Područje Šotoventa gospodarski zaostaje za ostalim dijelovima otoka, premda postoje pozitivni pomaci posljednjih 20-etak godina. Otvoreno je i djeluje nekoliko obrtnika. U Nenadićima uspješno radi oveći pogon za proizvodnju hrane.
Krajem 1960-etih se elektrificira čitav kraj.
Kroz povijest najvažnije gospodarske grane su stočarstvo, ratarstvo te sječa i prodaja ogrjevnog drva. Značajno je bilo razvijeno i maslinarstvo, a vinogradarstvo bitno manje. Pomorstvo je postojalo samo u Skrbčićima i Pinezićima koji su bliže moru pa se u tim mjestima donekle razvilo i ribarstvo.
Vodovod je došao u Bajčiće tek 2005. godine nakon čega i u ostala naselja Šotoventa.
Turizam još uvijek nema značajni udio u gospodarstvu Šotoventa. Osim smještajnih kapaciteta u apartmanima, postoje još samo dva kampa: na Glavotoku i kraj Pinezića. Ipak, dulji niz godina se spominje izgradnja turističkih kapaciteta i sadržaja, poglavito oko Glavotoka.

## Vanjske poveznice
- Turistička zajednica otoka Krka
- službene stranice Grada Krka  Arhivirana inačica izvorne stranice od 17. veljače 2010. (Wayback Machine)

45°05′N 14°31′E / 45.08°N 14.51°E